# Kunstencentrum
Een kunstencentrum is een door de Vlaamse overheid gedefinieerde, erkende en gesubsidieerde instelling van de Vlaamse Gemeenschap die actief is in het creëren en presenteren van verschillende kunstvormen. Volgens de wettelijke definitie in het Kunstendecreet gaat het om organisaties die in hoofdzaak de opdracht hebben de ontwikkelingen in de nationale en/of internationale kunstproductie te volgen door middel van creatie, presentatie, reflectie en/of publiekswerking. De drie functies dienen steeds alle te worden ingevuld en er gelden minimumnormen wat betreft de output.
In de periode 2010-2012 ontvingen volgende multidisciplinaire kunstencentra een meerjarige subsidie:
- Argos, Brussel
- Behoud de Begeerte, Antwerpen
- Beursschouwburg, Brussel
- Buda, Kortrijk
- deSingel, Antwerpen
- Kaaitheater, Brussel
- BELGIE, Hasselt
- Nona (kunstencentrum), Mechelen
- KAAP, bestaande uit:
  - De Werf, Brugge
  - Vrijstaat O., Oostende
- Kunstencentrum VIERNULVIER, Gent
- Monty, Antwerpen
- Moussem, Borgerhout
- Rataplan, Borgerhout
- Recyclart, Brussel
- STUK, Leuven
- Campo (voorheen Victoria/Nieuwpoorttheater), Gent
- Villanella, Antwerpen
- Wereldculturencentrum Zuiderpershuis, Antwerpen
- Z33, Hasselt